# Cửa biển Thần Phù

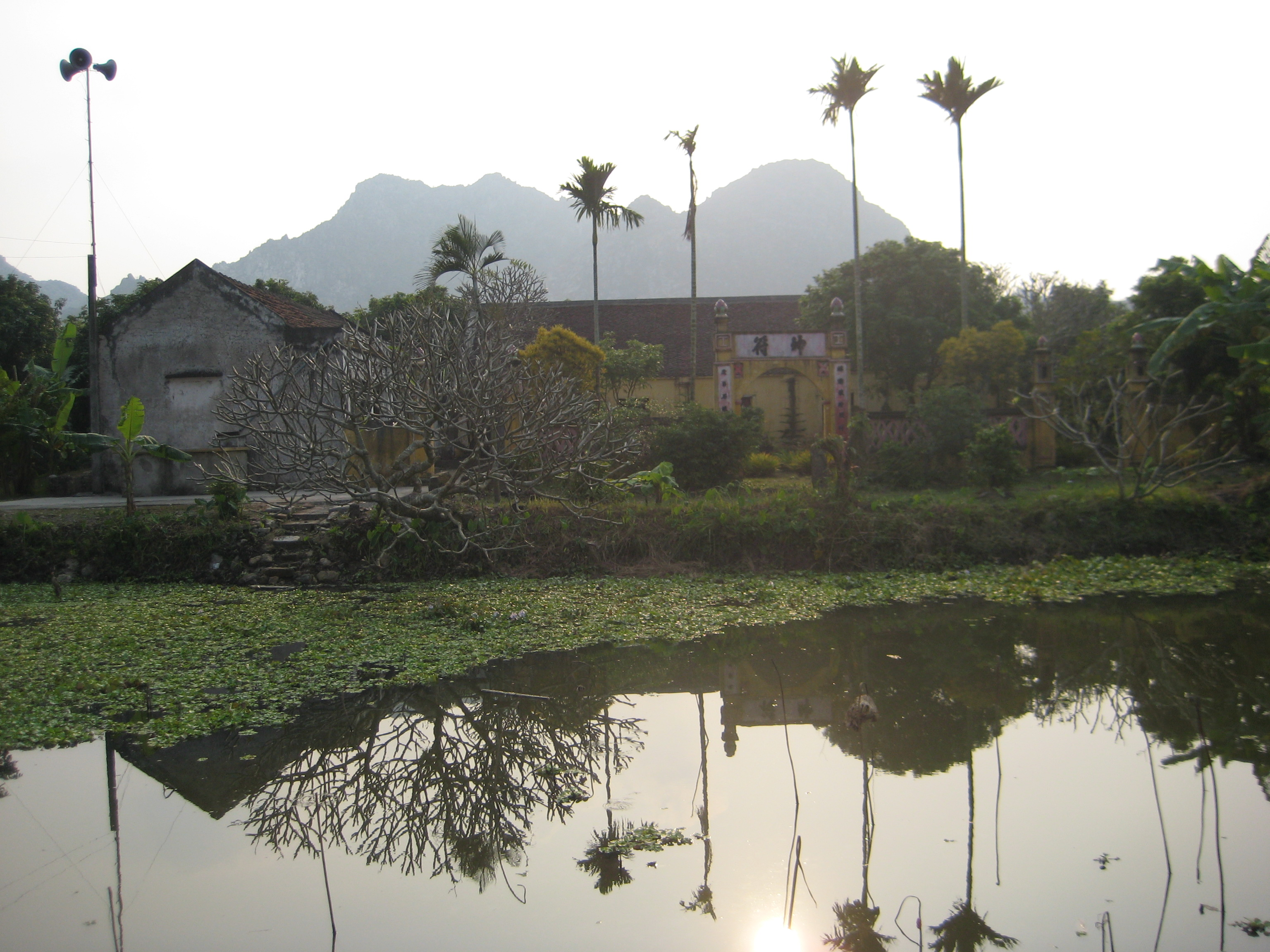
Đền Ấp Lãng ở cửa Thần Phù

Cửa biển Thần Phù (chữ Hán: 神符海口), còn gọi Thần Đầu (神投) vốn là một cửa biển hiểm yếu xa xưa nằm trên tuyến đường thủy hành quân Nam tiến của người Việt nên được gắn với nhiều truyền thuyết ly kỳ trong dân gian và sử sách. Cửa Thần Phù ngày nay đã bị phù sa bồi đắp và trở thành vùng đất nằm cách bờ biển hơn 10 km, là một vùng có đoạn kênh Nhà Lê chảy qua, thuộc ranh giới giữa 2 xã Yên Lâm, Yên Mô, Ninh Bình và Nga Điền, Nga Sơn, Thanh Hóa. Khu vực Thần Phù nay ở thượng nguồn lưu vực sông Càn, con sông cùng với dãy núi Tam Điệp là ranh giới giữa 2 miền Trung - Bắc Việt Nam.
Theo Nam Ông mộng lục, Vua Lý Thái Tông mang quân Nam tiến để đánh dẹp Chiêm Thành, đến cửa biển này gặp gió to sóng dữ, không đi được; may nhờ một đạo sĩ có phép thuật cao cường dẹp yên sóng dữ. Khi ban sự trở về, đạo sĩ mất ở dọc đường. Vua cho lập đền thờ ở cửa biển, phong hiệu là "Áp Lãng Chân Nhân Đại Vương" (người giúp nhà vua dẹp yên được sóng dữ) và gọi tên nơi đây là cửa biển Thần Phù. Hiện nay đền thờ và những di chứng khác vẫn còn ở thôn Yên Phẩm, Phù Sa, Anh Tốt, Đông Yên, xã Yên Lâm, huyện Yên Mô, tỉnh Ninh Bình.

## Ghi chép
Chuyện về "Áp Lãng Chân Nhân" đã được tác giả Hồ Nguyên Trừng ghi lại trong sách Nam Ông mộng lục như sau:
| “                                                         | Đời Tống Nhân Tông, nhà Lý nước An Nam đem binh thuyền đi đánh Chiêm Thành. Tới cửa Thần Đầu thì bỗng có sóng gió nổi lên liên tục mấy ngày liền, không sao qua được. Hoàng đế nghe tin ở dãy núi gần đấy có vị Đạo sĩ tu luyện một mình trong Am, bèn cho mời tới để giúp việc cầu khẩn. Đạo sĩ tới và nói rằng: - "Đã có sức mạnh của phúc đức thì thần cam đoan rằng tất cả chẳng đáng phải lo. Ngày mai xin cứ việc lên đường, chớ ngại gì cả". Nửa đêm hôm đó, trời bỗng ngưng nổi gió. Sáng sớm, khi quân vừa ra biển, trông xa vẫn thấy sóng cao như núi, nhưng binh thuyền tới đâu thì sóng yên tới đó. Bấy giờ lại còn thoáng thấy bóng Đạo Sĩ bước đi trên mặt nước, khi ở phía trước, lúc lại đàng sau, rõ ràng mà không sao gần tới được. Ngày trở về, tới cửa Thần Đầu, Đạo sĩ ra để nghênh tiếp, Hoàng đế vui mừng ủy lạo cho Đạo Sĩ nói: - "Thần biết Hoàng đế có phúc lớn, chẳng có gì phải lo, tất cả là nhờ thần linh giúp đỡ chứ chẳng phải là do hạ thần". Hoàng đế lấy làm lạ, liền phong cho đạo hiệu là Áp Lãng Chân Nhân Đại Vương, ban thưởng cho Đạo Sĩ nhiều vàng và lụa, nhưng Đạo Sĩ không nhận. Sau đó, Đạo Sĩ vào núi mà không rõ đi đâu. Hoàng Đế hỏi người trong làng thì họ đều nói: - "Từ dạo ấy, Đạo sĩ đi hái lá làm thuốc, không thấy trở về am để ở". Chân Nhân người họ La, còn tên thì chưa rõ, chỉ gọi theo đạo hiệu ngắn gọn là Áp Lãng Chân Nhân (壓浪真人; nghĩa là "Vị chân nhân đè được sóng"). Đạo sĩ từ hồi còn trẻ đã bỏ vợ con để đi học đạo. Trong số các con cháu của Chân nhân, có La Tu đỗ Tiến sĩ, làm quan thời Trần Nghệ Tông, được phong tới chức Thẩm Hình viện sứ rồi mất. Người này thì chính tôi có quen biết. | ” |
| — Trích chuyện "Áp Lãng Chân Nhân" trong Nam Ông mộng lục | |   |

## Các di tích văn hóa
- Đền Nhân Phẩm: Còn được gọi là đền Ấp Lãng là di tích quan trọng nhất của khu vực vì là đền chính thờ Áp Lãng Chân Nhân, vị thần dẹp yên sóng dữ cho cửa biển này. Đền thuộc thôn Yên Phẩm xã Yên Lâm. Đây là ngôi đền cổ có kiến trúc đơn giản, giống một ngôi nhà cổ. Lễ hội đền diễn ra vào ngày 6/1 âm lịch hàng năm.
- Chùa Thần Phù (Thanh Hóa): toạ lạc tại thôn Chính Đại, xã Nga Điền, huyện Nga Sơn, tỉnh Thanh Hóa. Chùa nằm bên sông Nhà Lê, còn được gọi là chùa Hàn Sơn. Nhiều hạng mục công trình được phục dựng năm 2015. Chùa thờ Phật, thờ Thần Áp Lãng Chân Nhân và Thiền sư Nguyễn Minh Không.
- Chùa Thần Phù (Ninh Bình): cách chùa Thanh Hóa khoảng 2 km. Đây là một ngôi chùa nhỏ, kiến trúc đơn giản thuộc thôn Thần Phù, xã Yên Lâm huyện Yên Mô tỉnh Ninh Bình. Chùa Thần Phù còn được gọi là chùa Hoa Khéo, đã trùng tu nhiều lần. Trong ngôi chùa cũ hiện còn hai pho tượng tạc bằng đá, dáng tĩnh tọa làm phép, đọc phù chú, cao 1,1m. Hai pho tượng này mặc y phục vải mềm, thụng kiểu đạo sĩ. Đây là ngôi chùa duy nhất có tượng đạo sĩ được phối thờ chung hiện thấy ở Thanh Hóa và Ninh Bình.[3]
- Đình Phù Sa: cách Đền Áp Lãng khoảng 1 km, đây là một di tích văn hóa ở cửa biển Thần Phù được Nhà nước xếp hạng Di Tích Văn Hóa Lịch sử Cấp Quốc gia. Đình Phù Sa thờ Thần Áp Lãng Chân Nhân và Triệu Việt Vương.
- Đình Anh Tốt (Yên Tốt): thờ Áp Lãng Chân Nhân gắn liền với tín ngưỡng, lễ hội hàng năm của nhân dân làng Yên Tốt, Yên Lâm, Yên Mô.
- Đình Đông Cao: cũng thờ Áp Lãng Chân Nhân gắn liền với tín ngưỡng, lễ hội hàng năm của nhân dân làng Đông Yên, Yên Lâm, Yên Mô.
- Bia đá cửa Thần Phù được hậu thế tạc trên vách núi đá có khắc chữ "Thần" (神) lớn hướng ra phía biển (còn gọi là núi Thạch Bi), lại thuộc xã Nga Thiện, Nga Sơn, thượng nguồn sông Hoạt, phía Tây khu vực Cửa thần Phù.
- Quanh khu vực cửa Thần Phù có nhiều di tích thờ Lê Đại Hành cùng phối thờ Lý Thái Tông, là 2 vị vua đã xây dựng hệ thống phòng tuyến quân sự tại khu vực này đó là các đình Quảng Công, đình Từ Đường, đền Thượng Ngọc Lâm, đền Vua Lê Đại Hành ở 3 xã Yên Thái, Yên Lâm và Lai Thành.
- Thành Lưu Thủ nằm trên địa bàn xã Yên Đồng, được xây dựng từ thời Hùng Vương. Toà thành hình bầu dục, có quy mô cao rộng, góc Đông-Nam được mở một con đường đi qua Cổ Lâm để ra cửa biển Thần Phù, gọi là đường Cổng, dài khoảng 10 km. Góc Tây-Nam giáp Eo Ưu, một cái eo quanh co trên lưng chừng núi để sang phía bên kia - mạn huyện Nga Sơn, Thanh Hoá.[4]
- Thành Quảng Công là tòa thành do Hồ Quý Ly xây dựng. Ông đã cho tải đá lấp kênh lẫm để xây thành, tạo thêm sự hiểm trở cho việc bày trận. Vua Lê Thánh Tông đi chiến thuyền qua đây để chinh phạt phương Nam, đã có thơ về toà thành này.
- Đê Hồng Đức là tuyến đê biển đầu tiên trong lịch sử Việt Nam, được đắp dưới thời vua Lê Thánh Tông.

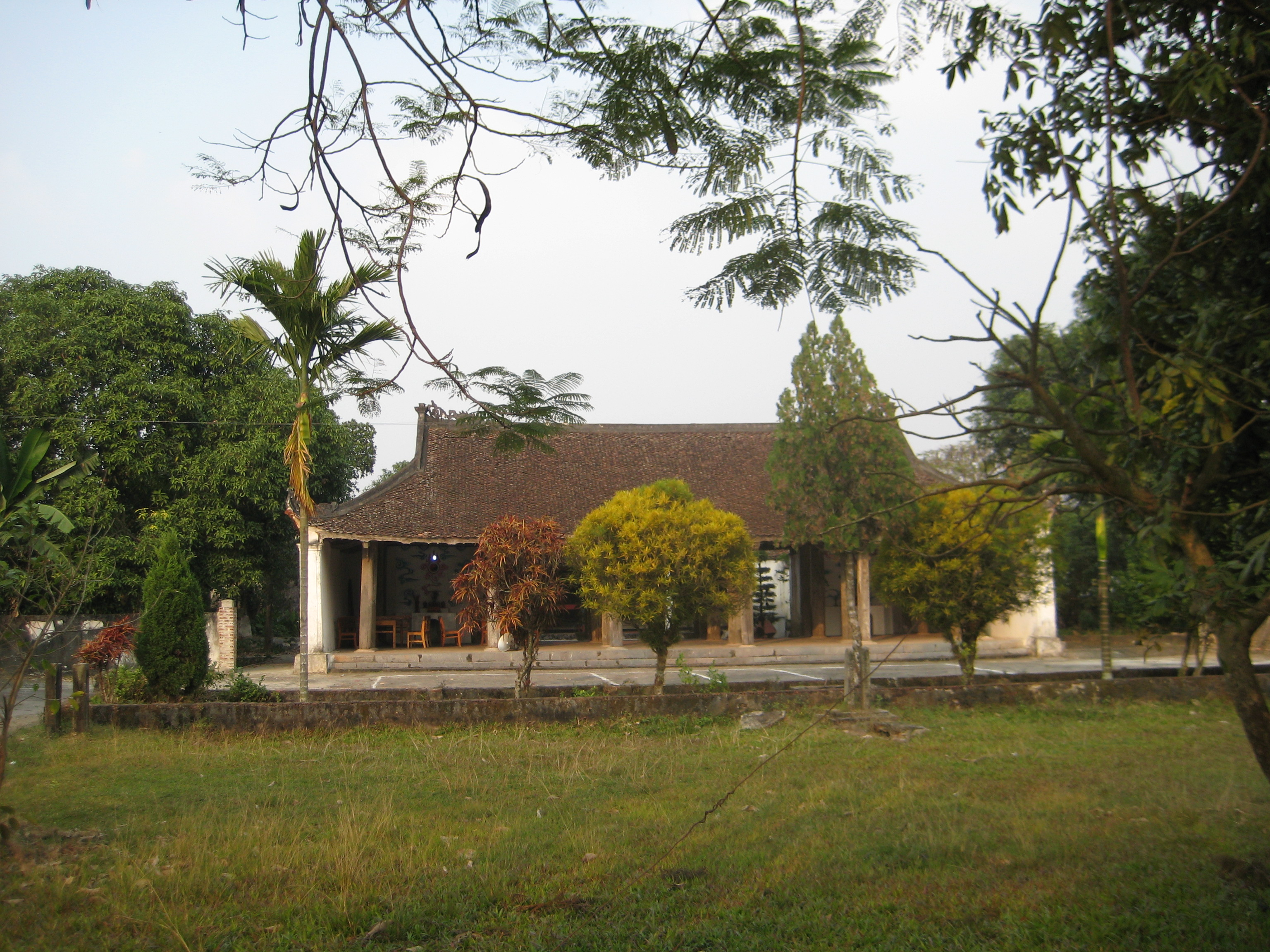
Đình Phù Sa
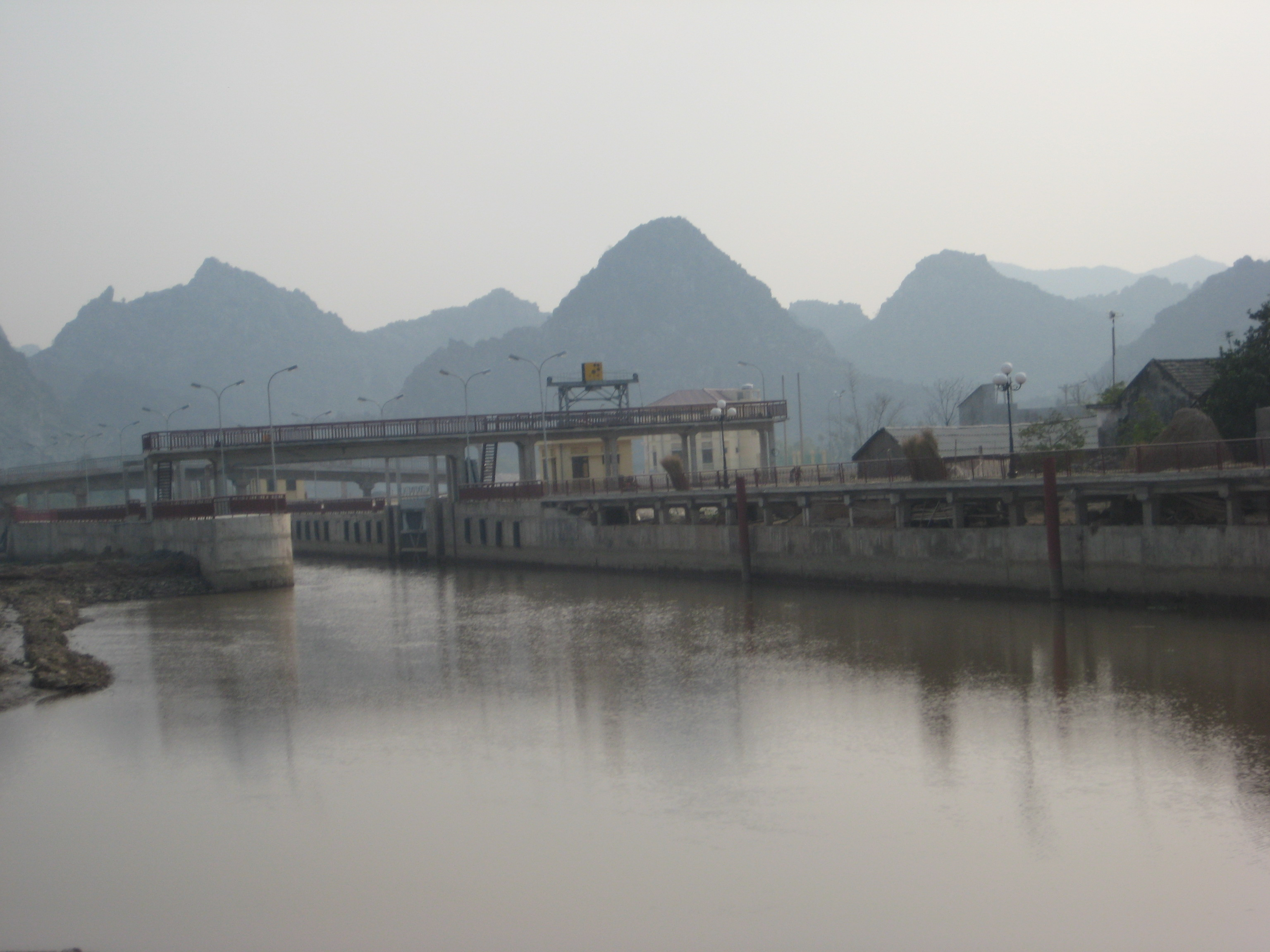
Âu thủy lợi Yên Mô
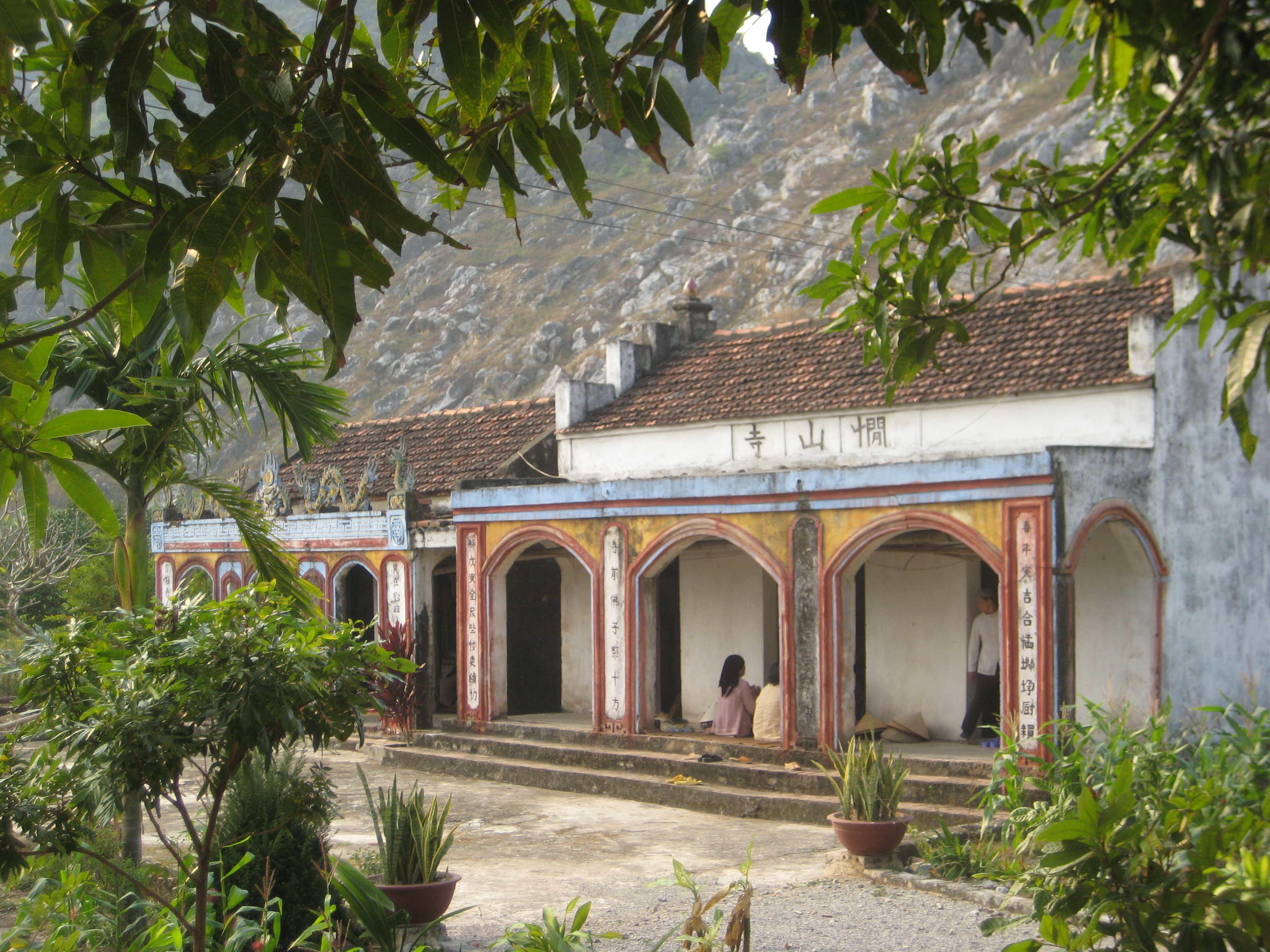
Chùa Thần Phù (Thanh Hóa)
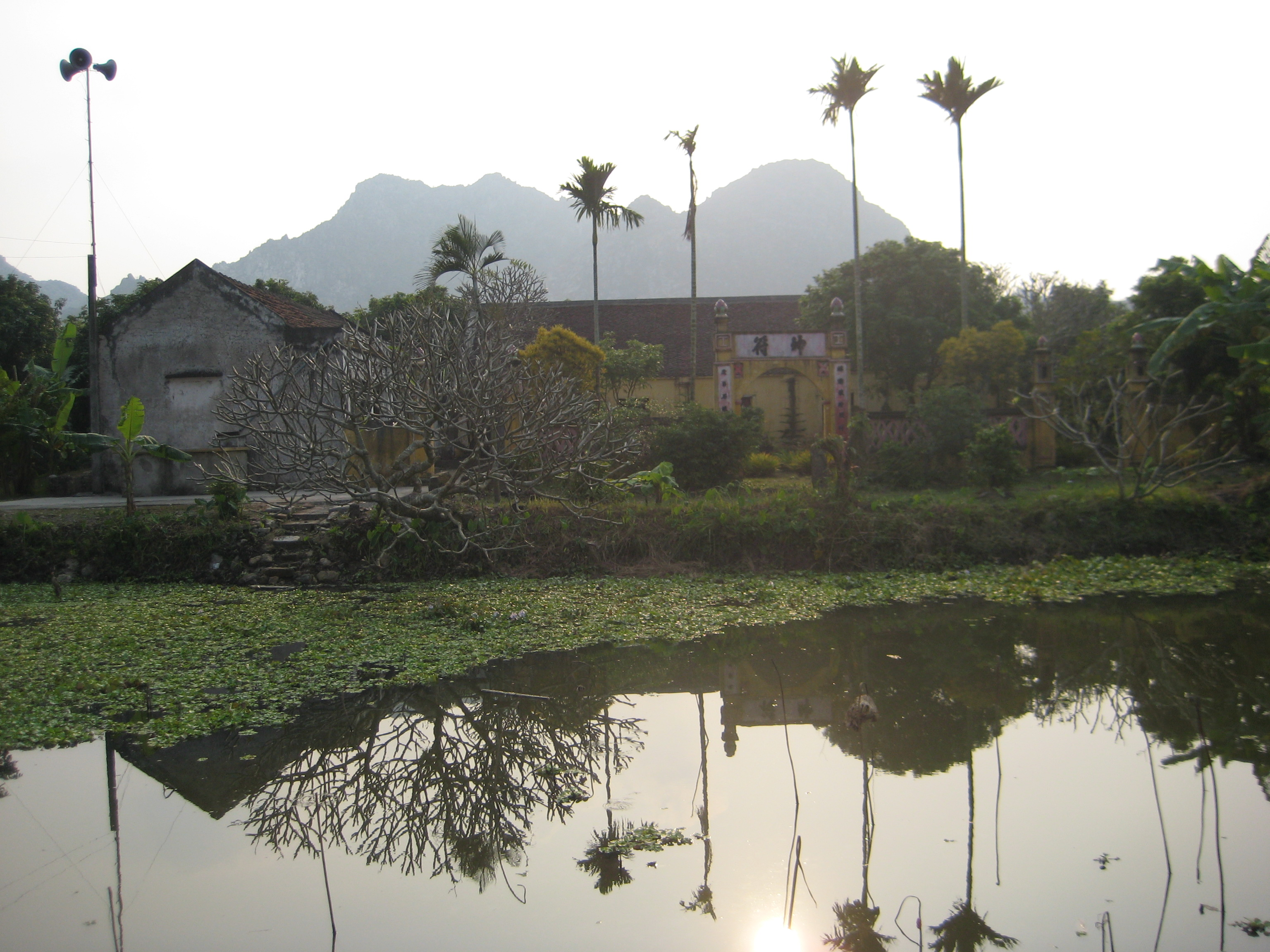
Đền Ấp Lãng

## Trong truyền thuyết
Liên quan đến vùng cửa biển Thần Phù có nhiều truyền thuyết như: vua Hùng mang quân đi Nam chinh qua vùng cửa biển Thần Phù gặp gió to, sóng dữ, không đi được, may nhờ một đạo sĩ có phép thuật cao cường dẹp yên sóng dữ. Khi ban sự trở về, đạo sĩ đã mất ở dọc đường. Vua Hùng cho lập đền thờ ở cửa biển, phong hiệu là "Áp Lãng Chân Nhân" (Người dẹp yên được sóng dữ); Sơn Tinh qua cửa biển về núi Tản; Vị thần Khổng Lồ Nguyễn Minh Không đơm đó, bắt cá; Từ Thức gặp Giáng Hương (xem Động Từ Thức); truyền thuyết Mai An Tiêm bị đày ra đảo hoang, truyền thuyết về võ ngựa quân binh Tây Sơn Nguyễn Huệ tiến về Thăng Long, v.v...

## Trong sử sách
Mã Viện

Theo thư tịch cổ, đầu Công nguyên cửa Thần Phù nằm trên đường hành quân xâm lược của nhà Hán do lão tướng Mã Viện cầm đầu. Tháng 11 năm 43 (SCN), sau khi tiêu diệt xong lực lượng kháng chiến của Hai Bà Trưng, Mã Viện trực tiếp chỉ huy 2 vạn quân cùng 2 nghìn tàu thuyền lớn nhỏ tiến vào Cửu Chân (Thanh Hóa nay) tiến đánh lực lượng kháng chiến của lão tướng Đông Dương bằng hai đường thủy, bộ. Cánh quân bộ bị chặn đứng lại trước núi rừng vùng Tam Điệp ngày nay. Cánh quân thủy bị chao đảo trước sóng to, gió lớn của biển Thần Đầu (Thần Phù). Mã Viện phải sai quân đào sông qua dãy núi đá vùng này mà thư tịch cổ gọi là Tạc Khẩu.
Ngô Nhật Khánh

Vào cuối thế kỷ thứ X, khi Đinh Tiên Hoàng vừa mới mất (năm 979), Đinh Toàn lên ngôi, Lê Hoàn là nhiếp chính. Phò mã Ngô Nhật Khánh cùng quân Chiêm Thành tiến ra Hoa Lư đánh nhà Đinh, nhưng vừa tới cửa Tiểu Khang (cửa Thần Phù) thì bị gió bão đánh chìm. Ngô Nhật Khánh chết đuối, chúa Chiêm may mắn thoát nạn.
Thành Thiên Phúc

Minh chứng cho truyền thuyết Ngô Nhật Khánh tấn công khu vực cửa Thần Phù là 4 ngôi đền thờ Vua Lê Đại Hành tại khu vực này. Đó là các đền thờ được xây dựng ở khu vực thành Thiên Phúc do Lê Hoàn xây dựng để phòng thủ Chiêm Thành từ cửa biển phía nam kinh đô Hoa Lư gồm: đền Yên Lâm (Lai Thành, Kim Sơn); đền Ngọc Lâm xã Yên Lâm; đền Từ Đường và đền Quảng Công xã Yên Thái huyện Yên Mô.
Chiến tranh Lê - Mạc

Nội chiến Lê-Mạc (1533-1677) là cuộc nội chiến giữa nhà Mạc và nhà Hậu Lê trong lịch sử Việt Nam. Chiến tranh chia làm hai thời kỳ lớn: Thời kỳ 1533-1592: tương đương với thời Nam-Bắc triều khi nhà Mạc làm chủ vùng Bắc Bộ Việt Nam, nhà Lê làm chủ khu vực từ Thanh Hóa trở vào với ranh giới là dãy núi Tam Điệp và cửa biển Thần Phù.
Năm 1551, Mạc Kính Điển chia quân đi chiếm lại những vùng bị mất bởi quân nhà Lê, bộ binh đóng tại Yên Mô (Ninh Bình), thủy binh đóng ở cửa Thần Phù. Năm 1554, lãnh thổ Đại Việt chính thức chia làm 2 nửa: từ núi Tam Điệp tới cửa biển Thần Phù (thuộc Ninh Bình) trở ra trong tay nhà Mạc, từ Thanh Hóa trở vào trong tay nhà Lê. Tháng 8 năm 1555, Mạc Kính Điển sai Thọ quận công đem hơn 100 chiếc thuyền làm tiên phong, tiến đến cửa biển Thần Phù đóng dinh. Khi thuyền quân Mạc qua Kim Sơn, Trịnh Kiểm lệnh các đạo quân mai phục đổ ra đánh. Quân Mạc thua chạy. Thọ quận công nhảy xuống sông trốn, bị tướng Lê là Vũ Sư Thước bắt sống và sau đó bị chém. Quân Mạc bị bắt rất nhiều, quân Lê thu được nhiều khí giới. Mạc Kính Điển rút quân quay về kinh thành. Năm 1557, Mạc Kính Điển lại chia ra đóng ở sông Thần Phù và vùng Tống Sơn, Nga Sơn, đốt phá cầu phao. Trịnh Kiểm sai Thanh quận công ra giữ Nga Sơn, Hà Thọ Tường giữ Tống Sơn, quân Mạc không tiến lên được. Trịnh Kiểm lại đích thân chỉ huy tượng binh, ngầm tiến đến chân núi Yên Mô thẳng tới cửa biển, rồi chia làm 2 cánh đánh úp quân Mạc. Tướng Lê là Vũ Lăng Hầu nhảy lên thuyền Mạc Kinh Điển, chém chết người cầm dù. Mạc Kính Điển trở tay không kịp, vội nhảy xuống sông trốn thoát. Quân Mạc đại bại, bỏ thuyền chạy trốn vào núi rừng. Mạc Kính Điển chạy trốn vào hang núi ẩn náu 3 ngày, ban đêm thấy cây chuối trôi qua cửa hang, liền ôm chuối trôi theo dòng để tìm đường về. Chiến sự 1570, Nhân cơ hội hai con Trịnh Kiểm là Trịnh Tùng và Trịnh Cối tranh ngôi, tháng 8 năm 1570, Mạc Kính Điển đem hơn 10 vạn quân, 700 chiếc thuyền chiến vào đánh Thanh Hóa. Ông chia quân sai em là Mạc Đôn Nhượng cùng Mạc Đình Khoa và phó tướng là Mậu quận công đem quân giữ cửa biển Thần Phù tạo thành lũy bảo vệ miền Bắc Việt Nam.

## Trong thơ ca
Ca dao Việt Nam có câu
Lênh đênh qua cửa Thần Phù
Khéo tu thì nổi vụng tu thì chìm.
Từ việc chèo lái con thuyền qua cửa Thần Phù là nơi có dòng nước xoáy rất nguy hiểm, câu ca dẫn đến việc phải chèo lái con thuyền cuộc đời qua cửa biển trần gian. Từ chỗ chèo lái con thuyền đi đến việc tu thân tích đức trong cuộc đời. Theo chữ nho thì tu có nghĩa là sửa, còn tu thân là sửa mình. Ở đâu mà không phải sửa mình, vì nhân vô thập toàn, nếu còn khuyết điểm thì còn phải sửa.
Trong thơ Nguyễn Trãi
| :Quá Thần Phù hải khẩu Thần Phù hải khẩu dạ trung qua Nại thử phong thanh nguyệt bạch hà Giáp ngạn thiên phong bài ngọc duẩn Trung lưu nhất thủy tẩu thanh xà Giang sơn như tạc anh hùng thệ Thiên địa vô tình sự biến đa Hồ Việt nhất gia kim hạnh đổ Tứ minh tòng thử tức kình ba. | :Qua cửa biển Thần Phù - Người dịch: Hoàng Khôi Thần Phù qua bến ánh giăng lồng Gió mát canh khuya cảnh vĩ hùng Nghìn ngọn theo bờ, hình lá trúc Một chiều giữa bể uốn thân rồng Nước non như cũ người đâu vắng Giời đất vô tình việc rối bồng Hồ Việt một nhà may được thấy Từ nay kình ngạc sạch dòng sông |

Thơ Lê Thánh Tông
Thế kỷ XV, Hồ Quý Ly đã cho tải đá lấp kênh lẫm để xây thành, tạo thêm sự hiểm trở cho việc bày trận. Vua Lê Thánh Tông đi chiến thuyền qua đây để chinh phạt phương Nam, đã có thơ về toà thành này:
Chương Hoàng trọng tải điền hà thạch
La Viện khinh thừa áp lãng du"
Dịch là:
Vua Chương Hoàng (Hồ Quý Ly) chở đá nặng lấp sông Tiên
La Viện cưỡi thuyền nhẹ dẹp sóng)
Giáo phận Phát Diệm

Phát Diệm là một giáo phận quan trọng với bề dày lịch sử của một nôi đạo phồn thịnh. Trong cuộc hành trình truyền giáo tại Việt Nam, tàu chở linh mục Alexandre de Rhodes cập bến Cửa Ba Làng đúng vào ngày 19-03-1627, ngày lễ kính thánh Giuse. Từ đó, Đắc Lộ đi qua cửa Thần Phù giảng đạo tại Văn Nho, giảng đạo tại Chợ Bò. Thành quả hoạt động truyền bá Tin Mừng của Đắc Lộ đã đặt được nền móng tương đối vững chắc cho nên thời đó người Công giáo truyền tụng câu ca dao:

"Thứ nhất đền thánh Pha-Pha
Thứ nhì Cửa Bạng,
Thứ ba Thần Phù".
Cửa Thần Phù cách Tòa Giám mục Phát Diệm ngày nay khoảng 8 cây số về mạn Tây. Giữa cửa Thần Phù có xứ đạo Hảo Nho, thuộc xã Yên Lâm, Yên Mô, Ninh Bình ngày nay. Theo truyền thuyết rằng chính tại Hảo Nho, Đắc Lộ dựng một cây thánh giá xây bằng vôi, chiều cao và chiều ngang 1 mét 6 tấc, cánh thánh giá có hình bánh lái tàu, đặt trên đỉnh núi cao.